# Polypleurella
Polypleurella là một chi thực vật có hoa trong họ Podostemaceae.

## Loài
Chi Polypleurella gồm các loài: